# Седлін
Седлін (пол. Siedlin) — село в Польщі, у гміні Плонськ Плонського повіту Мазовецького воєводства.
Населення — 369 осіб (2011).
У 1975-1998 роках село належало до Цехановського воєводства.

## Демографія
Демографічна структура станом на 31 березня 2011 року:
|          | Загалом | Допрацездатний вік | Працездатний вік | Постпрацездатний вік |
| -------- | ------- | ------------------ | ---------------- | -------------------- |
| Чоловіки | 191     | 36                 | 137              | 18                   |
| Жінки    | 178     | 40                 | 104              | 34                   |
| Разом    | 369     | 76                 | 241              | 52                   |